# Джордж Вендт
Джордж Вендт (англ. George Wendt; 17 жовтня 1948 — 20 травня 2025) — американський актор. Найбільш відомий за роллю Норма Петерсона в телевізійному серіалі «Будьмо». Шестиразовий номінант на премію «Еммі».

## Життєпис
Джордж Вендт народився 17 жовтня 1948 року в Чикаго, штат Іллінойс. Батьки: Лоретта Марія Говард і Джордж Роберт Вендт, офіцер військово-морського флоту і ріелтор. Його дід по материнській лінії був фотограф Том Говард. Джордж має німецьке і ірландське походження. Він відвідував школі Campion High School. Був виключений з Університету Нотр-Дам після того, як набрав 0 балів за перший семестр. Пізніше він навчався в коледжі Рокхерст у Канзас-Сіті, штат Міссурі.

## Фільмографія
- 1982 — 1993 : «Будьмо» / (Cheers) — Гіларі Норман «Норм» Петерсон
- 1984 — Велике почуття / No Small Affair
- 1984 — Викрадач сердець / Thief of Hearts
- 1985 — Будинок / House
- 1992 — Вічно молодий / Forever Young
- 1994 — Заручник на день / Hostage for a Day
- 1996 — Космічні далекобійники / Space Truckers
- 2000 — Пес і жебрак / The Pooch and the Pauper
- 2000 — Човен / Lakeboat
- 2003 — Король мурах / King of the Ants
- 2005 — Едмонд / Edmond
- 2005 — Американські дітки / Kids in America